# Der Kaiser von Atlantis
Der Kaiser von Atlantis oder Die Tod-Verweigerung ist eine Kammeroper (Originalbezeichnung: „Spiel in einem Akt“) von Viktor Ullmann, das Libretto verfasste Ullmann unter Mitarbeit von Peter Kien, beide befanden sich damals als Häftlinge im Ghetto Theresienstadt. Das Werk wurde in den Jahren 1943 und 1944 in Theresienstadt geschaffen. Erst am 16. Dezember 1975 wurde die Oper in Amsterdam uraufgeführt. Unter der musikalischen Leitung von Dennis Russell Davies und in der Inszenierung von Ernst Poettgen fand am 4. Februar 1985 im Kammertheater des Staatstheaters Stuttgart unter dem Titel Der Kaiser von Atlantis oder Der Tod dankt ab die deutsche Erstaufführung statt. Zehn Jahre später, am 23. Mai 1995, wurde das Werk erstmals in Theresienstadt gespielt, 51 Jahre nach den ersten Proben.

## Inhalt
Prolog
Der Lautsprecher stellt die Oper und deren Charaktere vor.
Szene 1
Der Tod als ein abgedankter Soldat in einer Uniform der k.u.k. Wehrmacht und Harlekin, der das Leben darstellt, reflektieren über Tod und Leben. Es tritt der Trommler auf und verkündet im Namen seiner Majestät des Kaisers Overall den Krieg aller gegen alle. Der Tod zerbricht sein Schwert und verweigert seine Dienste.
Szene 2
Von seinem Palast aus versucht der Kaiser mit Hilfe des Lautsprechers als Beobachter der Schlachten, den Krieg zu gewinnen. Doch eine seltsame Krankheit ist ausgebrochen, die Soldaten können nicht sterben. Da der Erreger dieser Krankheit nicht gefunden werden kann, verspricht der Kaiser allen das ewige Leben.
Szene 3
Im Nahkampf stellen sich zwei Soldaten dem Kampf, wobei im Verlaufe dieses Zweikampfes sich der eine, Bubikopf genannt, als Mädchen entpuppt. Sie verlieben sich, vergeblich versucht der Trommler die beiden zur Fortführung des Kampfes zu bewegen, die Liebe der beiden siegt und beide weigern sich, des Kaisers Trommler zu folgen.
Szene 4
Der Kaiser versucht den Krieg weiterzuführen. Eine Revolte bricht gegen den Kaiser aus. Schließlich tritt der Tod dem Kaiser im Spiegelbild entgegen. Der Tod wäre bereit, seine Tätigkeit wiederaufzunehmen, wenn der Kaiser der erste sei, dem zu folgen. Der Kaiser nimmt Abschied und geht in den neuen Tod. Im Schlusschoral der Oper heißt die letzte Zeile als moralische Botschaft an alle: „Du sollst den großen Namen Tod nicht eitel beschwören“.

## Instrumentation
Die Instrumentalbesetzung der Oper enthält die folgenden Instrumente:
- Flöte (auch Piccolo)
- Oboe
- Klarinette
- Saxophon
- Trompete
- Schlagzeug (zwei Spieler): kleine Trommel, hängendes Becken, Triangel, Tamtam
- Banjo (auch Gitarre)
- Cembalo (auch Klavier)
- Harmonium
- Streicher

## Werkgeschichte

### Entstehung

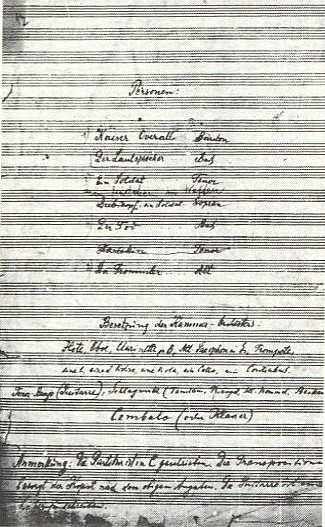
Partitur 1943

Sowohl Ullmann als auch Kien waren Gefangene in Theresienstadt. Im Sommer 1944 wurde das Werk im Rahmen der Freizeitgestaltung geprobt, aber nach der Generalprobe abgesetzt, dieser Vorgang ist heute nicht mehr rekonstruierbar, wie Herbert Thomas Mandl berichtete, der selbst den Probenprozess mitverfolgte und zu jener Zeit Sekretär des Judenrats in Theresienstadt war.
Ullmann und Kien starben im KZ Auschwitz. Ullmann vertraute seine Manuskripte zwei seiner Mitgefangenen an, die überlebten: Emil Utitz, einem ehemaligen Professor für Philosophie an der Deutschen Universität in Prag, der als Bibliothekar des Lagers wirkte, und an Hans Günther Adler, von dessen Dichtungen Ullmann einige vertont hatte. Die Oper wurde erstmals 1975 von De Nederlandse Opera im Theater Bellevue in Amsterdam gespielt, auf der Grundlage einer Ausgabe von Kerry Woodward, der auch musikalischer Leiter der Aufführung war.

### Fassungen

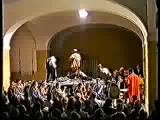
Erstaufführung in Theresienstadt 23. Mai 1995

Die Produktion der Uraufführung wurde im Jahr 1976 in Brüssel und Spoleto wiederholt, diese Einrichtung wurde auch für die erste amerikanische Aufführung im April 1977 von der San Francisco Opera (Theater Frühling) verwendet. Am 18. Mai 1977 präsentierte das New Opera Theater New York seine Premiere im Lepercq Raum mit der Brooklyn Academy of Music. Alle diese Ausführungen wurden von Woodward durchgeführt.
Im Jahr 1981 erarbeiteten Michael Graubart und Nicholas Till eine Ausgabe, die der von Hans Günther Adler geretteten Partitur weit getreuer folgte. Sie verwarf nicht alle Entscheidungen von Woodward. Die Ausgabe von Graubart und Till war die Grundlage für die britische Premiere vom 15. Mai 1981 bis zum Studio Theatre of Morley College in London und den Vorstellungen im Imperial War Museum im Mai 1985.
Eine Rekonstruktion der ursprünglichen Partitur erarbeitete 1992 bis 1998 Ingo Schultz auf Grundlage von Dokumenten und Berichten überlebender Künstler aus Theresienstadt: Karel Berman, Sänger der Partie des Todes der Theresienstädter Proben, mit dessen Rollenbuch der Oper; Herbert Thomas Mandl, Violinist in Produktionen von Ullmann in Theresienstadt; sowie Paul Kling (Geiger und Konzertmeister der Theresienstädter Proben der Oper).
Zum ersten Mal waren somit überlebende Musiker des Lagers an einer Produktion beteiligt. Darauf legte der Regisseur Herbert Gantschacher größten Wert, denn die Ausgabe erarbeitet von Schultz mit Berman, Kling und Mandl war die Grundlage der Produktion der ARBOS – Gesellschaft für Musik und Theater, die in Europa und Nordamerika aufgeführt wurde.
- Tschechien:
  - 1993 Prag im Národní Památník als „Musiktheaterproduktion des Jahres“.[8]
  - 1995 in Theresienstadt, 51 Jahre nach der Generalprobe.
  - 1998 im Prager Messepalast.
- Österreich: 1993–2001 Klagenfurt, Hallein, Wien.
- Deutschland: 1994 Hellerau, Dresden.
- Schweden: 1995 Stockholm Kulturhuset.
- Kanada: 1994–1996 Montreal. 1996 National Arts Centre Ottawa.[9][10][11]
- USA: 1998, darunter ein Auftritt im United States Holocaust Memorial Museum in Washington D.C.[12] und Los Angeles Museum of the Holocaust im American Legion Gebäude in Hollywood unter der Schirmherrschaft von E. Randol Schoenberg, dem Enkel des Komponisten Arnold Schönberg.[13]

1989 und 2000 spielte die Neuköllner Oper in Berlin eine Fassung von Winfried Radeke. 1992 gab es am Staatstheater Saarbrücken eine Produktion von Ullmanns Werk, die vom Schott-Verlag betreut wurde. Die Originalversion benutzte auch der Regisseur Tibor Egervari 1998 für seine Inszenierung in Halifax (Nova Scotia / Kanada). Andere erfolgreiche Vorstellungen wurden von der City Opera Vancouver (2009), der Long Beach Opera (2009), der Boston Lyric Opera (2011), Dioneo Opera (London, 2011), durch die English Touring Opera in London und anderen Städten in Großbritanniens (2012) und der Staatsoper Berlin (2013) produziert. In Italien wurde das Werk 2002 am Teatro Massimo in Palermo inszeniert (Regisseur Giuseppe Bruno, Übersetzung des Librettos ins Italienische von Valerio Valoriani), im Jahr 2004 beim Festival dei due mondi in Spoleto (Dirigent James Conlon) sowie am 11. März 2010 in Barletta (Dirigat: Paolo Candido), am 27. September 2012 im Teatro Verdi in Muggia und am 2. Oktober 2012 in Risiera di San Sabba bei Triest, dem einzigen Konzentrationslager auf italienischem Staatsgebiet (musikalische Leitung: Davide Casali, Regie: Lino Marrazzo, Bühnenbild: Endree Kosturi). Die Gruppe „Opera Moderne, NYC“ und die „Schlüterwerke“ produzierten 2012 eine Version in der Regie von Markus Kupferblum, die auch 2013 in Wien in der Maria Theresienkaserne (1941 erbaut als Stützpunkt der Waffen-SS erbaut) zu sehen war. 2014 produzierte ARBOS – Gesellschaft für Musik und Theater anlässlich des 70. Todestages von Viktor Ullmann die erste Inszenierung für Puppen- und Figurentheater ausgestattet von Burgis Paier, in der Dramaturgie des bosnischen Dichters Dževad Karahasan und in Szene gesetzt von Herbert Gantschacher für das Festival Musica Suprimata in Hermannstadt. Weitere Aufführungen folgten unter anderem in Klausenburg, Prag und Sankt Petersburg. Diese Inszenierung widmete sich auch den Spuren Ullmanns im Ersten Weltkrieg, da die Oper auf den eigenen Kriegserfahrungen Ullmanns beruht.
Eine Liste der Aufführungen seit 1992 ist auf der Website des Schott-Verlags einzusehen. Dort sind in den dreißig Jahren bis 2022 ca. 80 Produktionen vermerkt.

### Besetzung wichtiger Aufführungen
| Rolle                  | Stimmfach   | Theresienstadt Proben | Uraufführung 16. Dezember 1975 | Deutsche Erstaufführung 4. Februar 1985 | Premiere in Theresienstadt 23. Mai 1995 |
| ---------------------- | ----------- | --------------------- | ------------------------------ | --------------------------------------- | --------------------------------------- |
| Kaiser Overall         | Bariton     | Walter Windholz       | Meinard Kraak                  | Klaus Hirte                             | Steven Swanson                          |
| Der Lautsprecher       | Bassbariton | Bedrich Borges        | Lodewijk Meeuwsen              | Cornelius Hauptmann                     | Rupert Bergmann                         |
| Ein Soldat             | Tenor       | David Grünfeld        | Rudolf Ruivenkamp              | Jerrold van der Schaaf                  | Johannes Strasser                       |
| Harlekin (Pierrot)     | Tenor       | David Grünfeld        | Adriaan van Limpt              | Oly Pfaff                               | Johannes Strasser                       |
| Bubikopf (Ein Mädchen) | Sopran      | Marion Podolier       | Roberta Alexander              | Yasko Kozaki                            | Stefanie Kahl                           |
| Der Tod                | Bassbariton | Karel Berman          | Tom Haenen                     | Rayond Wolansky                         | Krassimir Tassev                        |
| Der Trommler           | Mezzosopran | Hilde Aronson‐Lindt   | Inge Frölich                   | Elke Estlinbaum                         | Ingrid Niedermair                       |

## Ausgabe
- Henning Brauel, Andreas Krause (Hrsg.): Der Kaiser von Atlantis oder die Todverweigerung (Partitur) bei Schott 1992.

## Diskografie
- Der Kaiser von Atlantis (Oper) + Hölderlin-Lieder (1943/44); Ausf.: Kraus, Berry, Vermillion, Mazura, Lippert, Gewandhausorchester Leipzig, Dir: Zagrosek; Decca 1994.
- Der Kaiser von Atlantis Ersteinspielung der Originalfassung für Kammerorchester durch ARBOS – Gesellschaft für Musik und Theater produziert von Studio Matouš Prag 1995.
- Der Kaiser von Atlantis (Oper); Ausf.: Eröd, Nazmi, Woldt, Chum, Loetzsch, Zara, Münchner Rundfunkorchester, Dir: Patrick Hahn; BR-Klassik 2022.